# Santa Lucía Ocotlán
Santa Lucía Ocotlán là một đô thị thuộc bang Oaxaca, México. Năm 2005, dân số của đô thị này là 3580 người.